# Edilio Rusconi

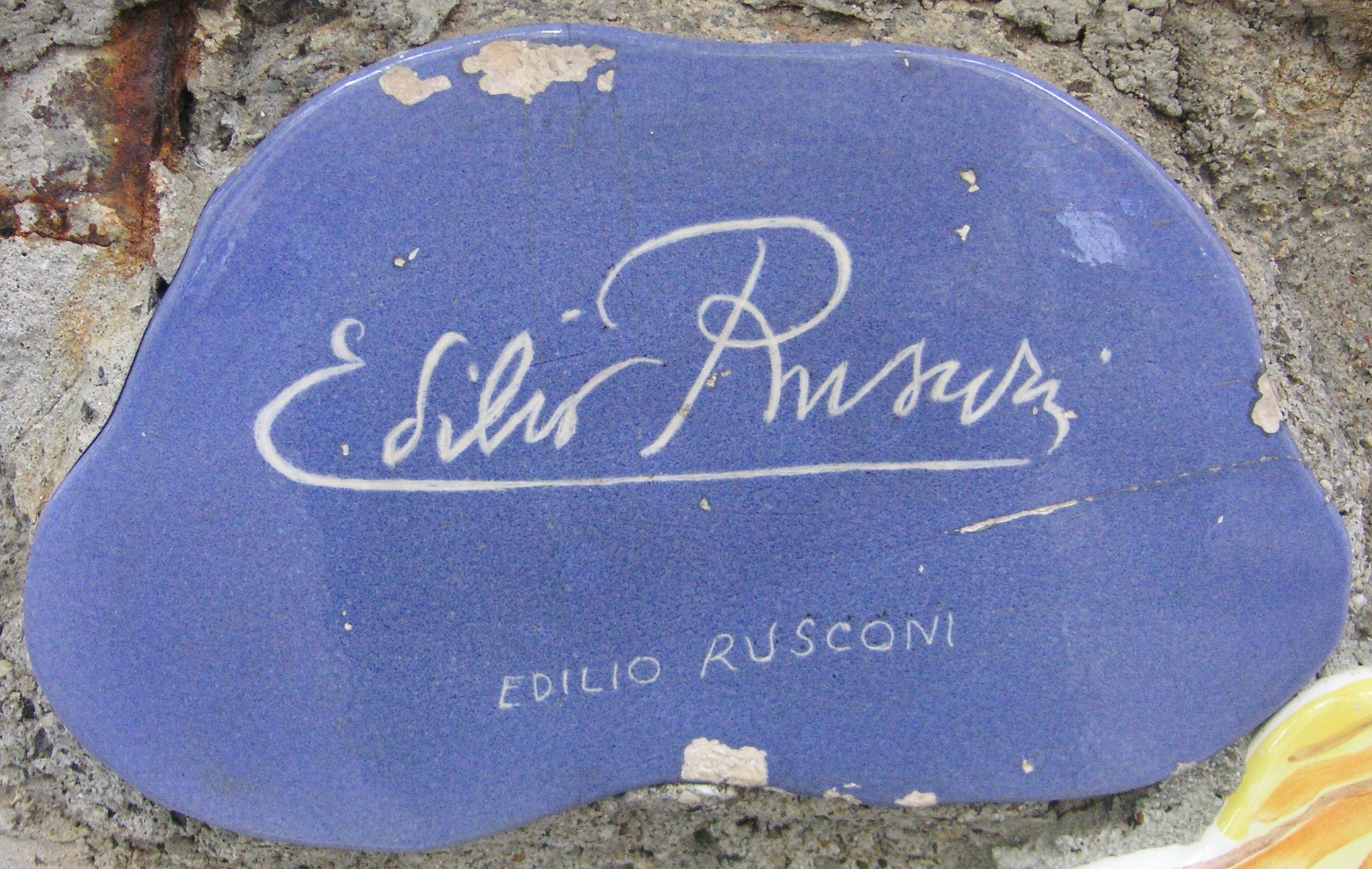
Piastrella autografata da Rusconi sul muretto di Alassio

Edilio Rusconi (Milano, 11 novembre 1916 – Milano, 10 luglio 1996) è stato un editore, giornalista, scrittore, critico letterario e produttore cinematografico italiano.

## Biografia
Figlio di un orafo, Mario (Milano 1891-1966), e Maria Venturi, Edilio Rusconi prese il nome dal nonno pistoiese; ebbe un fratello minore di nome Gerardo. Trascorse parte dell'infanzia a Bruxelles con la famiglia, poi tornò a Milano dove seguì gli studi classici. Nel 1940 si laureò in Lettere all'Università Cattolica con una tesi su Alfredo Panzini, vincendo anche un Littoriale della cultura e dell'arte. Fu scrittore prima di dedicarsi al giornalismo: conobbe Eugenio Montale, Giancarlo Vigorelli, Piero Bargellini e Curzio Malaparte. Nei primi anni quaranta fu critico letterario del settimanale «Settegiorni», edito da Rizzoli. Nel 1942 uscì il suo primo libro, Giorni sul fiume ed altri racconti. Fervente cattolico, durante la Resistenza fece parte del gruppo di Edgardo Sogno. Catturato nel 1944 dai tedeschi, fu deportato in Germania e internato. 
Nel gennaio 1945 riuscì a fuggire dal lager di Dresda e a ritornare in Italia. Fu chiamato dall'editore Angelo Rizzoli a dirigere Oggi, un settimanale d'attualità che la casa editrice voleva rilanciare; il settimanale esordì il 25 luglio 1945, prima dei giornali concorrenti. Rusconi sfruttò questo vantaggio per conquistare la leadership del mercato. Nel 1947 pubblicò il suo quarto libro, Il cuore e una città, poi si dedicò completamente all'attività giornalistica. L'editore propose il seguente accordo al giornalista: per ogni copia venduta in più del settimanale concorrente L'Europeo gli avrebbe dato mezza lira in regalo. La scommessa fu vinta così largamente che nel 1956 Rizzoli trovò un pretesto per sostituire Rusconi alla direzione. 
Nel 1954 Rusconi iniziò l'attività di editore, acquistando con Pietro Paolazzi le testate Gioia e Rakam dall'imprenditore Giuseppe Vismara. Nel novembre 1956 decise di fondare una propria casa editrice, la «Rusconi e Paolazzi». La prima pubblicazione della Rusconi e Paolazzi fu il mensile La lettura (febbraio 1957). A partire dall'agosto 1958 la Rusconi e Paolazzi pubblicò anche la rivista Il Verri, diretta da Luciano Anceschi e dal 1959 al 1961 due collane librarie del Verri stesso ("Biblioteca del Verri" e "Quaderni del Verri"), in cui esordì Giuseppe Pontiggia con La morte in banca (1959). Parallelamente ai periodici culturali, Rusconi avviò la pubblicazione di un settimanale popolare, Gente, nato nel 1957, di cui mantenne per oltre vent'anni la direzione. Gente ottenne un vasto successo, tale da superare il concorrente Oggi, così come con Oggi Rusconi aveva surclassato nelle vendite l'altro concorrente L'Europeo. Acquistò il «Corriere dello Sport» e fu, per un breve periodo, direttore del quotidiano.
A partire dal 1947 Rusconi fece parte della giuria del premio Bagutta, mentre nel 1962 fondò, con la collaborazione degli industriali del Veneto, il premio Campiello. Rusconi fece parte della giuria fino al 1969. Nel 1964 rilevò il settimanale Eva, che rinominò Eva Express. Nel 1966 decise di terminare la collaborazione con Paolazzi e fondò la «Rusconi Editore» (dal 1968 «Rusconi Editore S.p.A.»). Nel 1969 nacque la Divisione Libri, che Rusconi affidò ad Alfredo Cattabiani prima (1969-1978) e a Raffaele Crovi poi (1978-1980). La casa editrice si impose con opere come Il Signore degli Anelli di J. R. R. Tolkien, Difesa della luna di Guido Ceronetti, Heliopolis e Eumeswil di Ernst Jünger, nonché Il quinto evangelio di Mario Pomilio; inoltre ebbe successo con le collane saggistiche. 
Nel 1971 l'editore milanese siglò un accordo per la vendita degli spazi pubblicitari alla Sipra. L'accordo sorprese il mercato poiché la Sipra era la concessionaria della Rai e non trattava coi privati. Negli anni successivi il catalogo riviste si ampliò con Gente Motori (1972), Il Settimanale (1974-1977), Tuttomoto (1976), Gente Viaggi (1976), Musica Jazz (1981), e altri periodici di successo. Dopo un tentativo, fallito, di entrare nella proprietà del Messaggero nel 1973,  nel 1984 Rusconi entrò nel settore dei quotidiani rilevando la proprietà del milanese La Notte. 
Nell'agosto 1973 Rusconi fondò la Rusconi Film. La casa produsse quattro lungometraggi, tre dei quali uscirono nel 1974: Alla mia cara mamma nel giorno del suo compleanno, diretto da Luciano Salce, Anno uno, diretto da Roberto Rossellini e Gruppo di famiglia in un interno, diretto da Luchino Visconti che vinse il David di Donatello. Nel 1975 produsse il quarto e ultimo film, Bianchi cavalli d'agosto, diretto da Raimondo Del Balzo.
Finita la parentesi cinematografica, nel 1976 Rusconi entrò nel mondo delle esordienti televisioni private lanciando un'emittente a Roma (Quinta Rete) e una al Nord (Antenna Nord, 2 maggio 1977). Furono la base per la creazione di un network di carattere nazionale, che fu costituito nel gennaio 1982 unendo venti emittenti regionali: Italia 1. L'esperienza televisiva di Rusconi si concluse alla fine dello stesso anno, con la cessione del network alla Fininvest di Silvio Berlusconi per 32 miliardi di lire. A Monticello Brianza acquistò, per la villeggiatura, l'ottocentesca Villa Nava.
Nel 1988 Rusconi era il terzo editore italiano. Alle elezioni europee del 1994 si candidò nelle liste del Partito Popolare Italiano nella circoscrizione nord-occidentale. Circa tre settimane prima della consultazione annunciò però il proprio ritiro. Il suo nome rimase comunque nella lista e raccolse circa 10 000 preferenze.
Rusconi morì nel luglio 1996 a 79 anni, lasciando la moglie Luciana e l'unico figlio Alberto. È stato tumulato nel cimitero di Monticello Brianza, nella cappella di famiglia.
Nel 1999 Alberto Rusconi vendette la casa editrice al gruppo editoriale francese Hachette che a sua volta lo ha ceduto alla statunitense Hearst Magazines nel 2011 , mentre nel 2000 il marchio Rusconi Libri e tutti i relativi titoli a catalogo sono stati ceduti all'editore Caimi, proprietario di RL Gruppo Editoriale.

## Opere
- Giorni sul fiume ed altri racconti (1942, Ed. di Lettere d'oggi)
- Comune solitudine: Ritratti letterari (1944, Rizzoli)
- Casamento 84 (1944, Rizzoli)
- Il cuore e una città (1947, Rizzoli)

## Onorificenze
- Nel 1995 ricevette la Medaglia d'oro per i suoi 50 anni di attività nel giornalismo e nell'editoria.